# قلعة إيلوق
قلعة إيلوق (بالكرواتية: Iločki dvorac)‏ أو قلعة أوديسكالتشي، تطل على بلدة إيلوق في شرق كرواتيا. تم بناؤها على تلة فوق مركز المدينة، وتطل على نهر الدانوب وسهل بانونيا.

## تاريخها

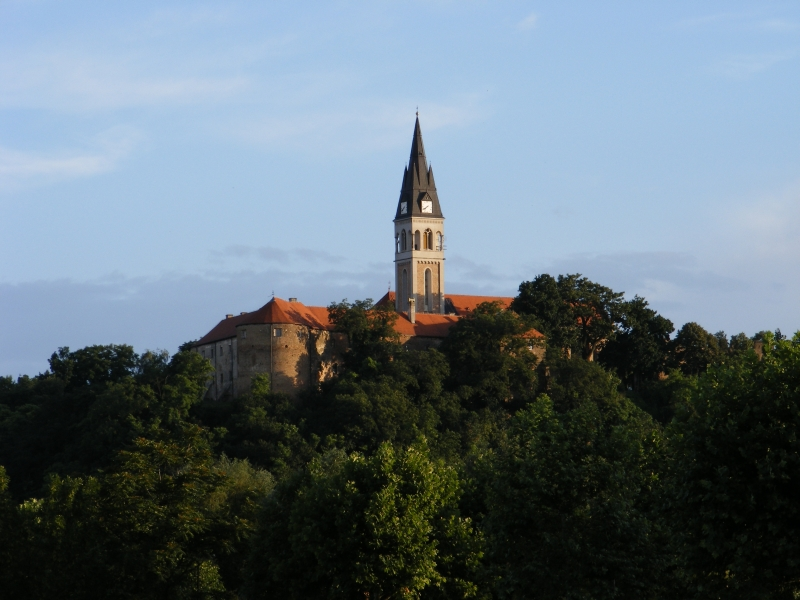
قلعة إيلوق.

بنى القلعة في القرن 15، "نيكولاس من إيلوق" (بالكرواتية: Nikola Iločki)‏ بان كرواتيا وملك البوسنة
فتح العثمانيون قلعة إيلوق في القرن 16، خلال حملة المجر ومعركة موهاكس 1526م بقيادة السلطان سليمان القانوني.
بعد الانتصار على العثمانيين في معركة فيينا عام 1683م، منح الإمبراطور ليوبولد الأول القلعة وممتلكات مهمة ولقب دوق سيرميا إلى ليفيو أوديسكالتشي (Livio Odescalchi)، ابن شقيق البابا إينوسنت الحادي عشر وعضو عائلة أوديسكالتشي (Erba-Odescalchi) الأرستقراطية الإيطالية القوية، والتي امتلكت القلعة لمدة قرنين.
في القرن 18، قامت عائلة أوديسكالتشي (Odescalchi family) بإعادة بناء القلعة على الطراز الباروكي.
أمّمت السلطات اليوغوسلافية القلعة في عام 1945م، وبعد ترميمها، تم افتتاحها أمام الزوار في عام 2010م.
الطابقان السفليان بهما متحف مدينة إيلوق.

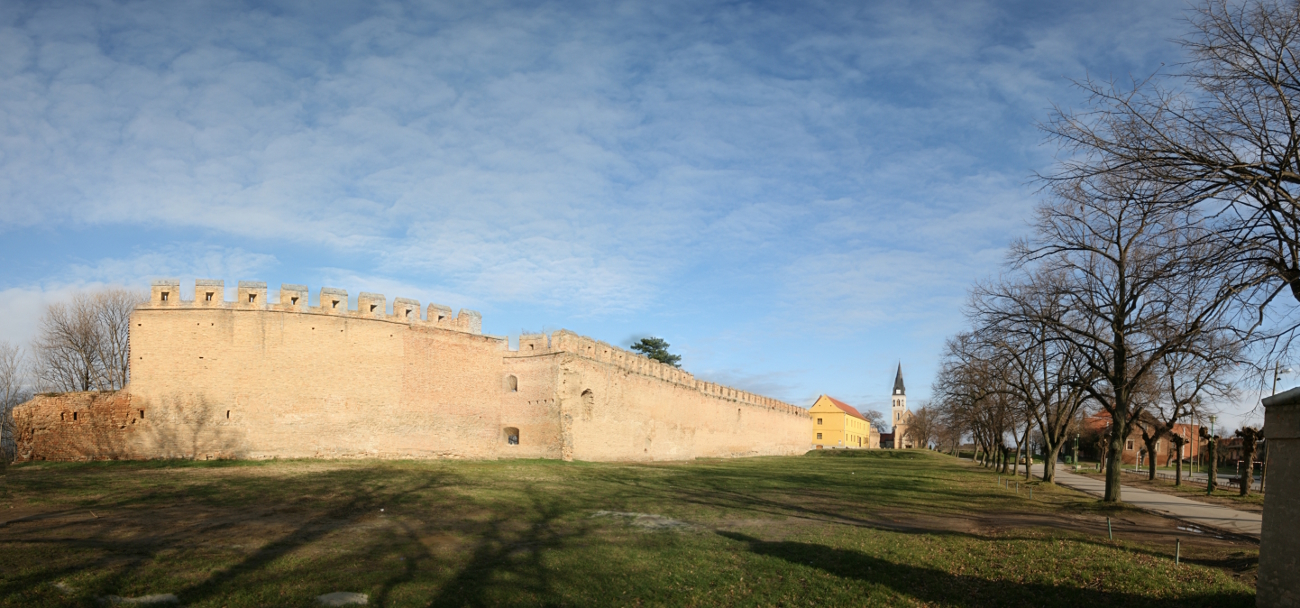
سور قلعة إيلوق.

## معرض الصور

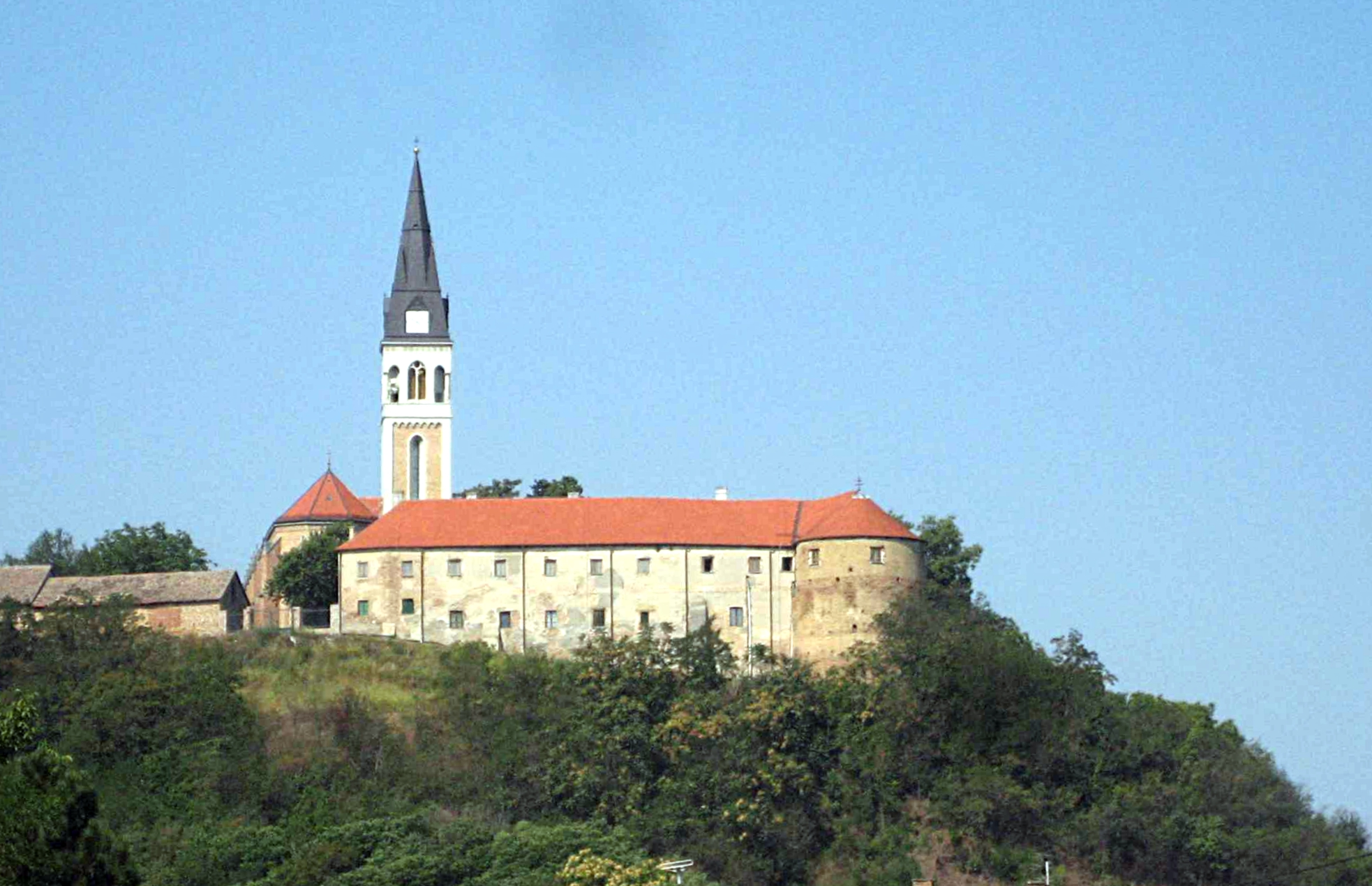
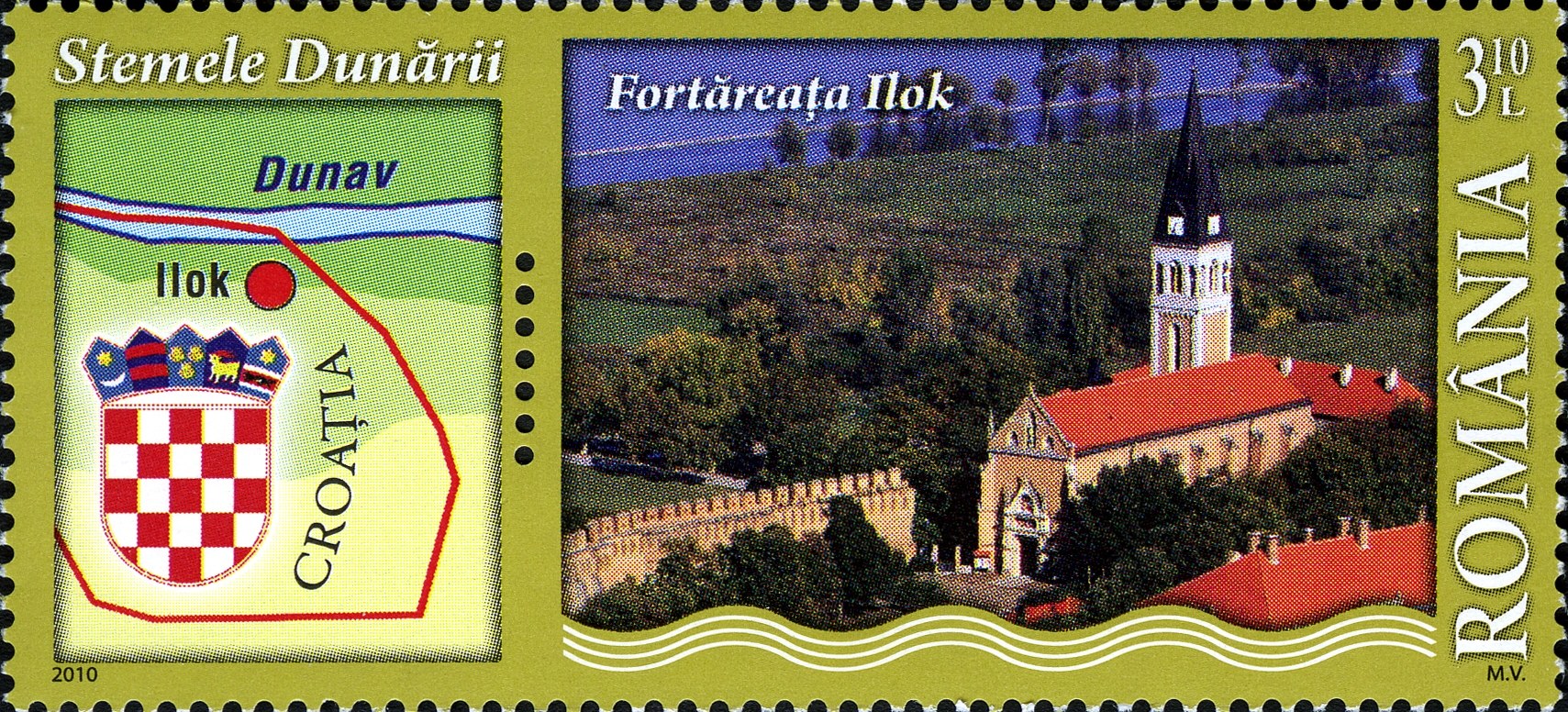
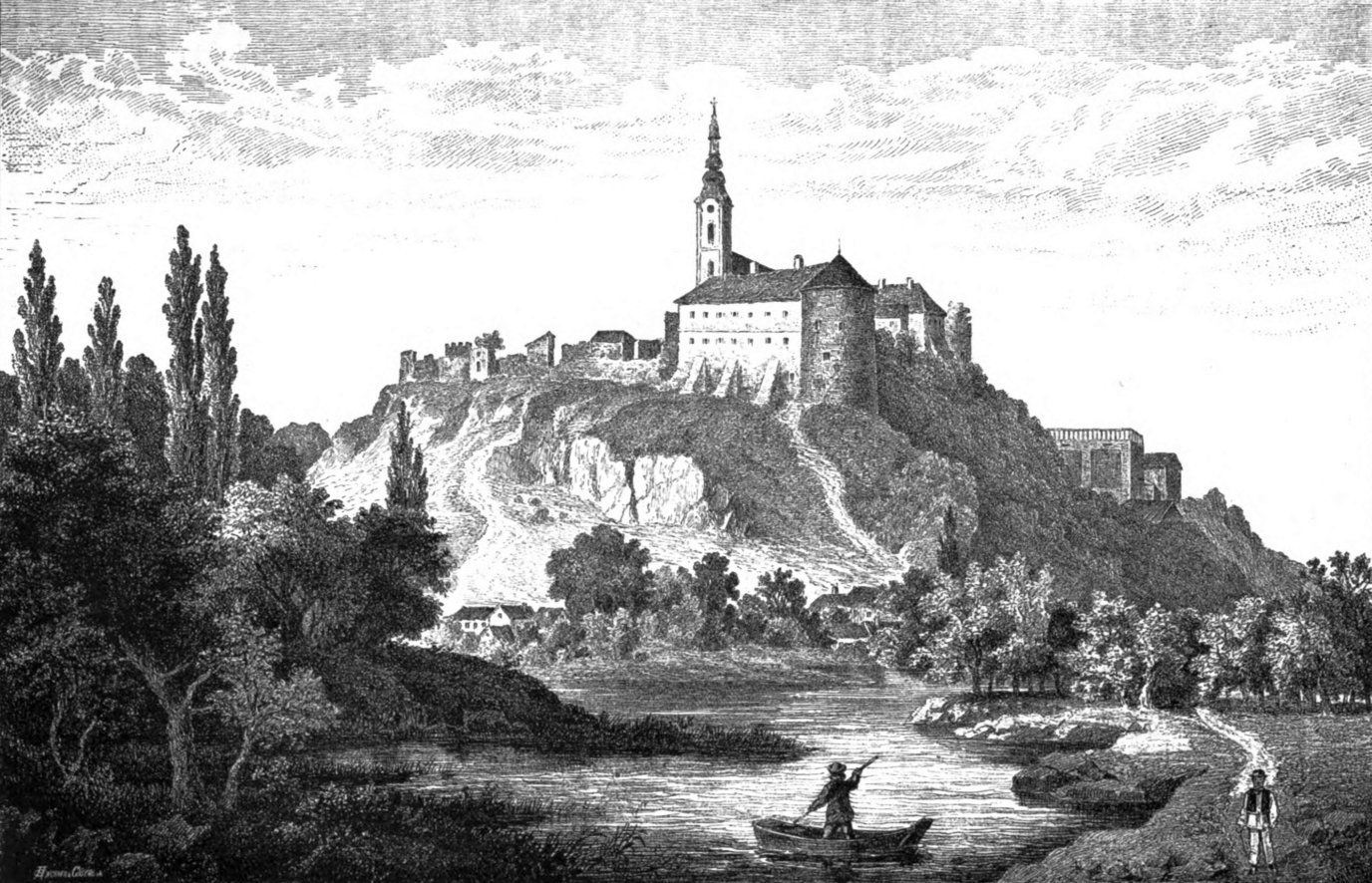
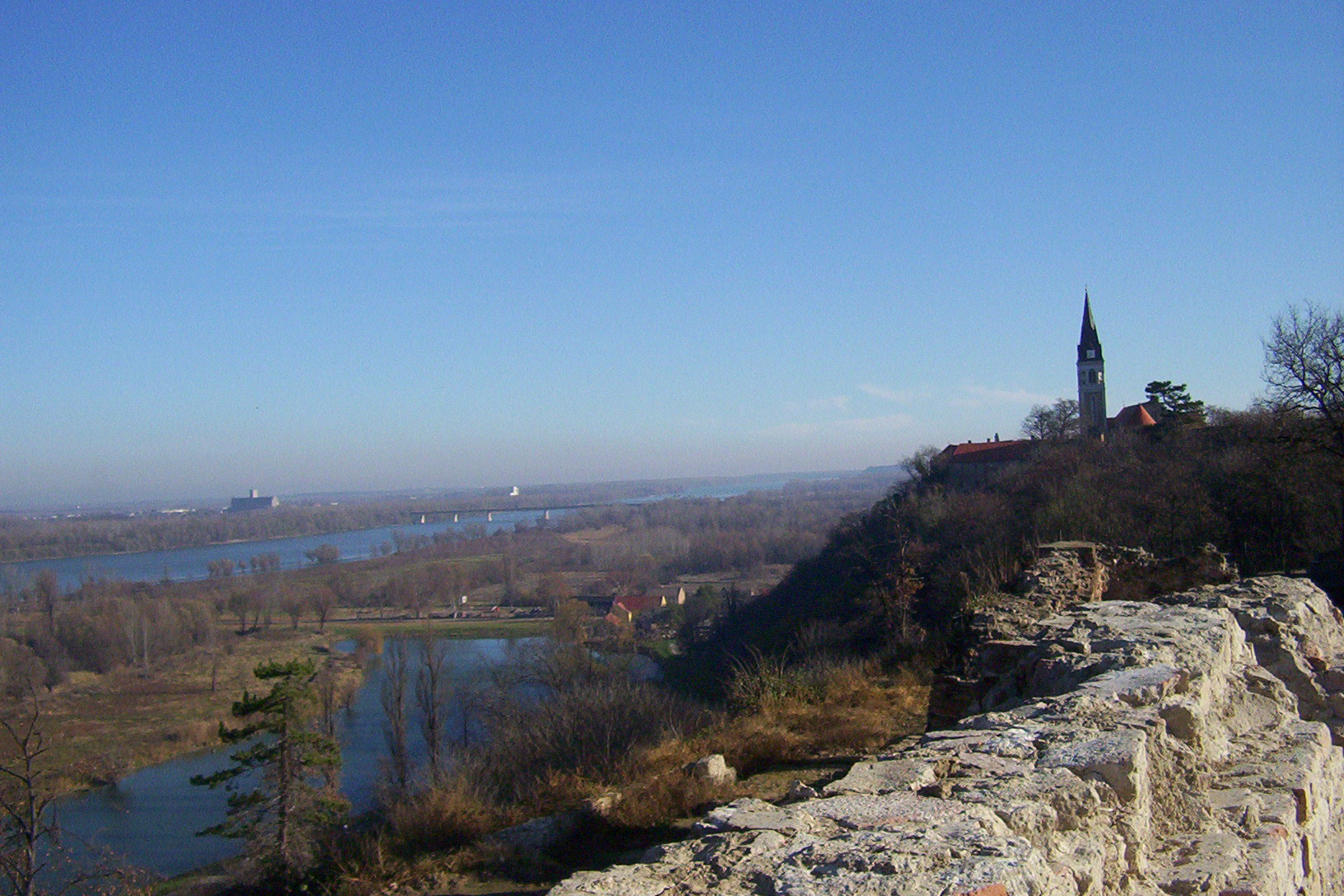
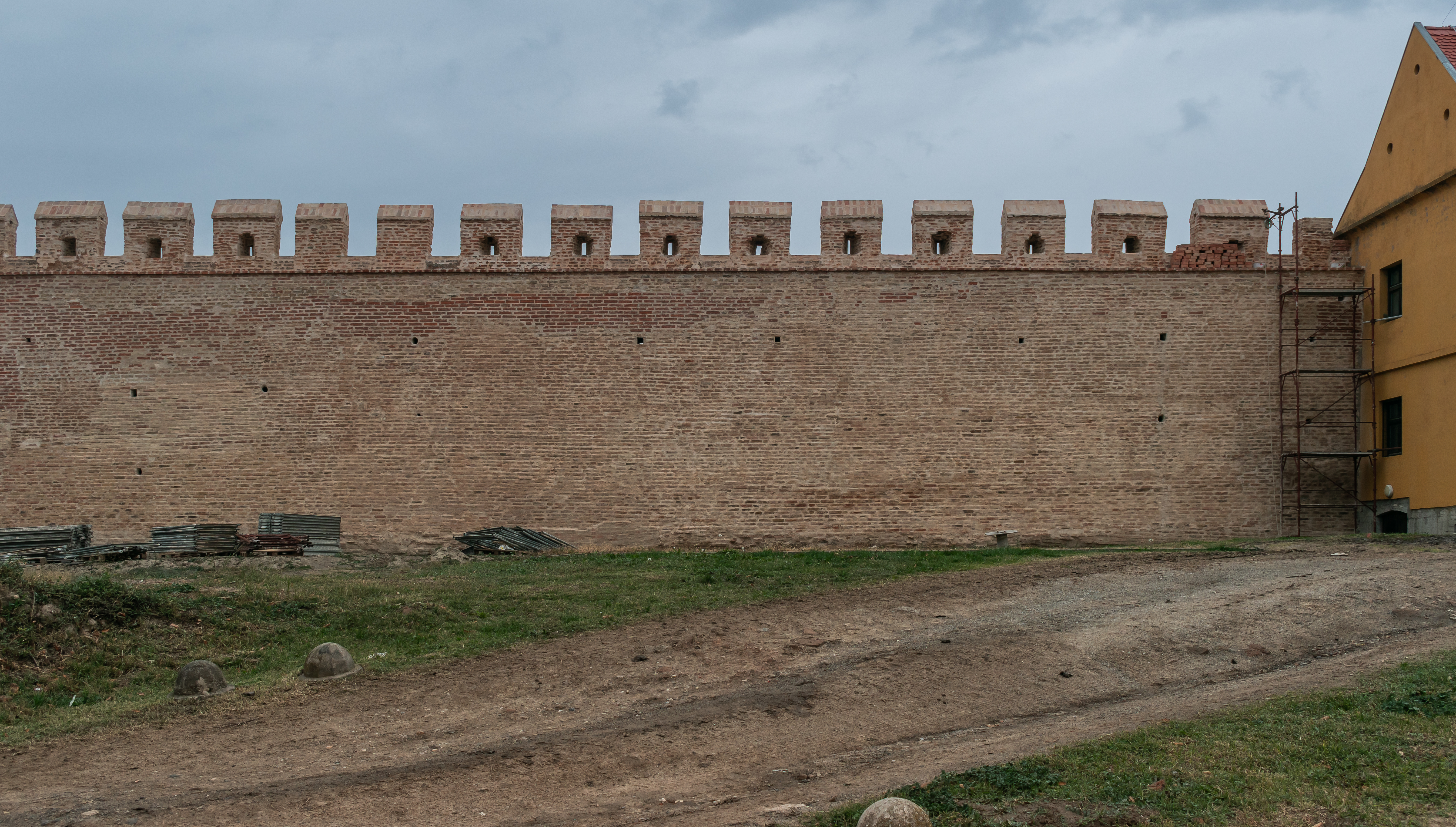
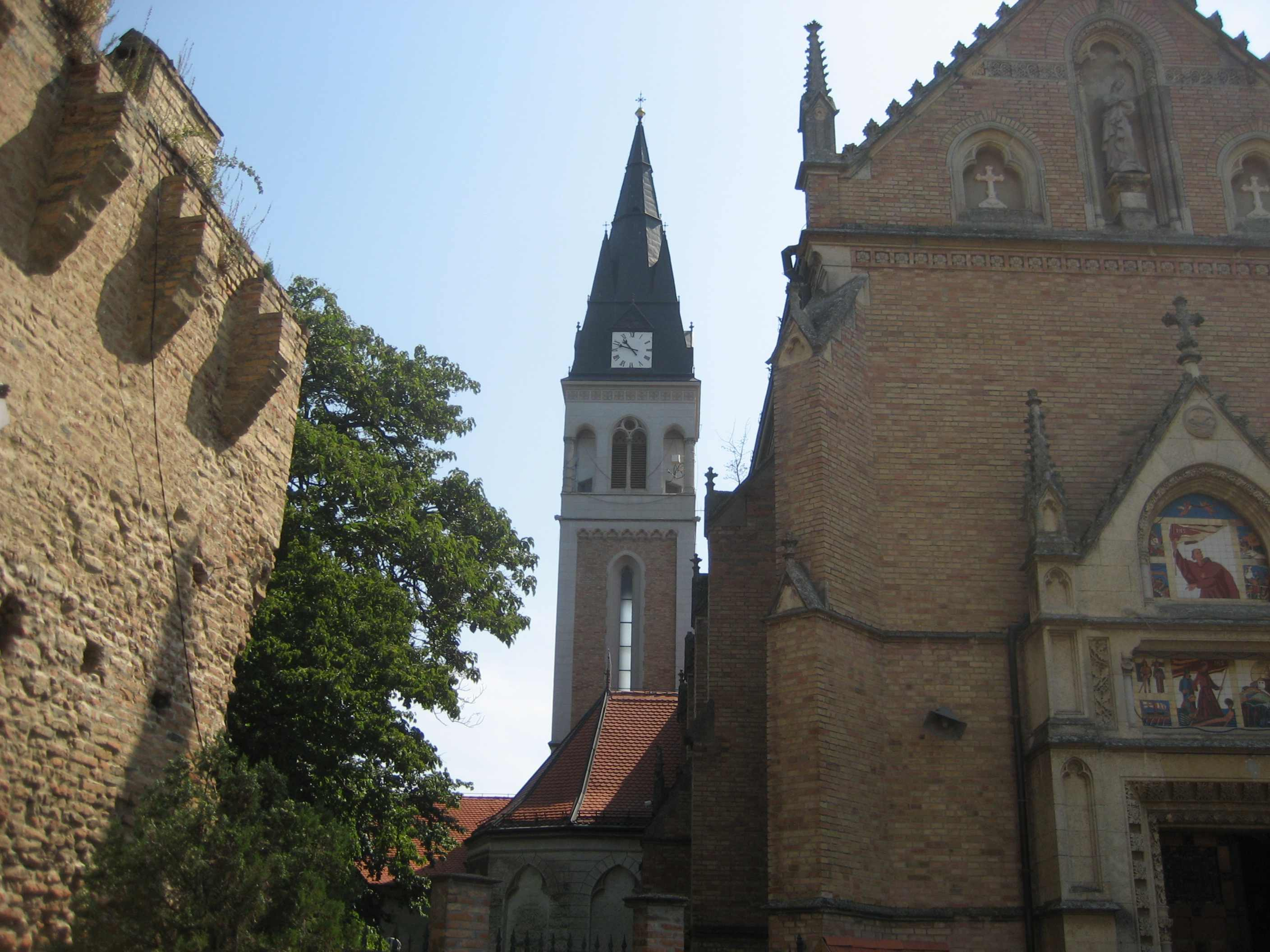
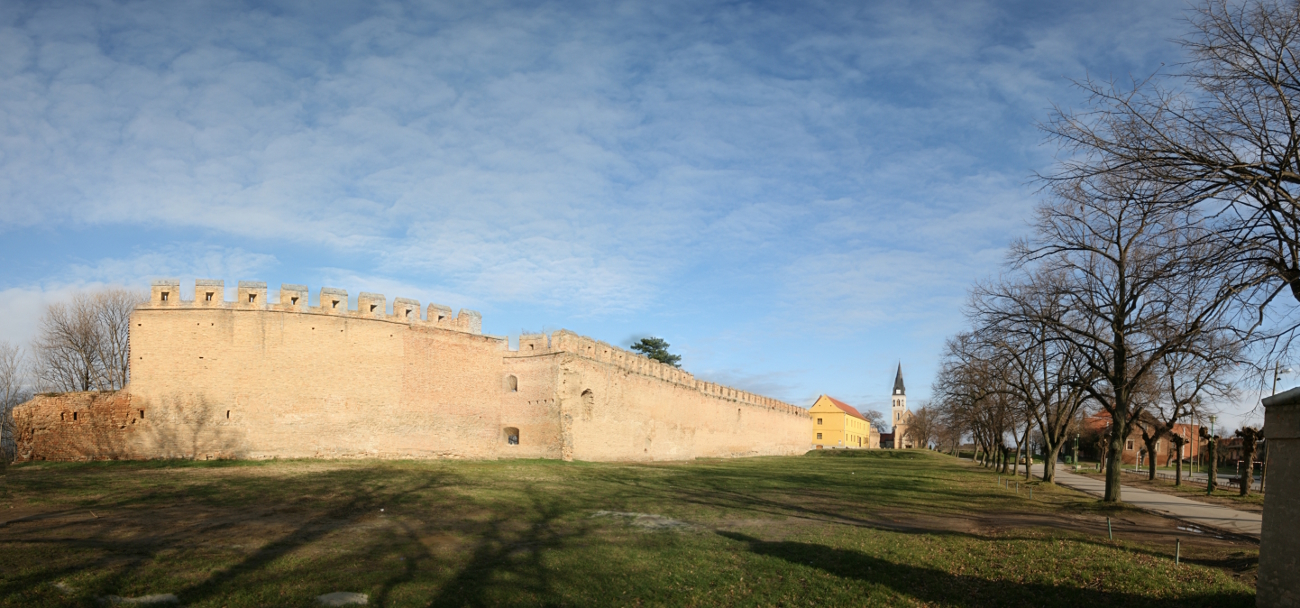
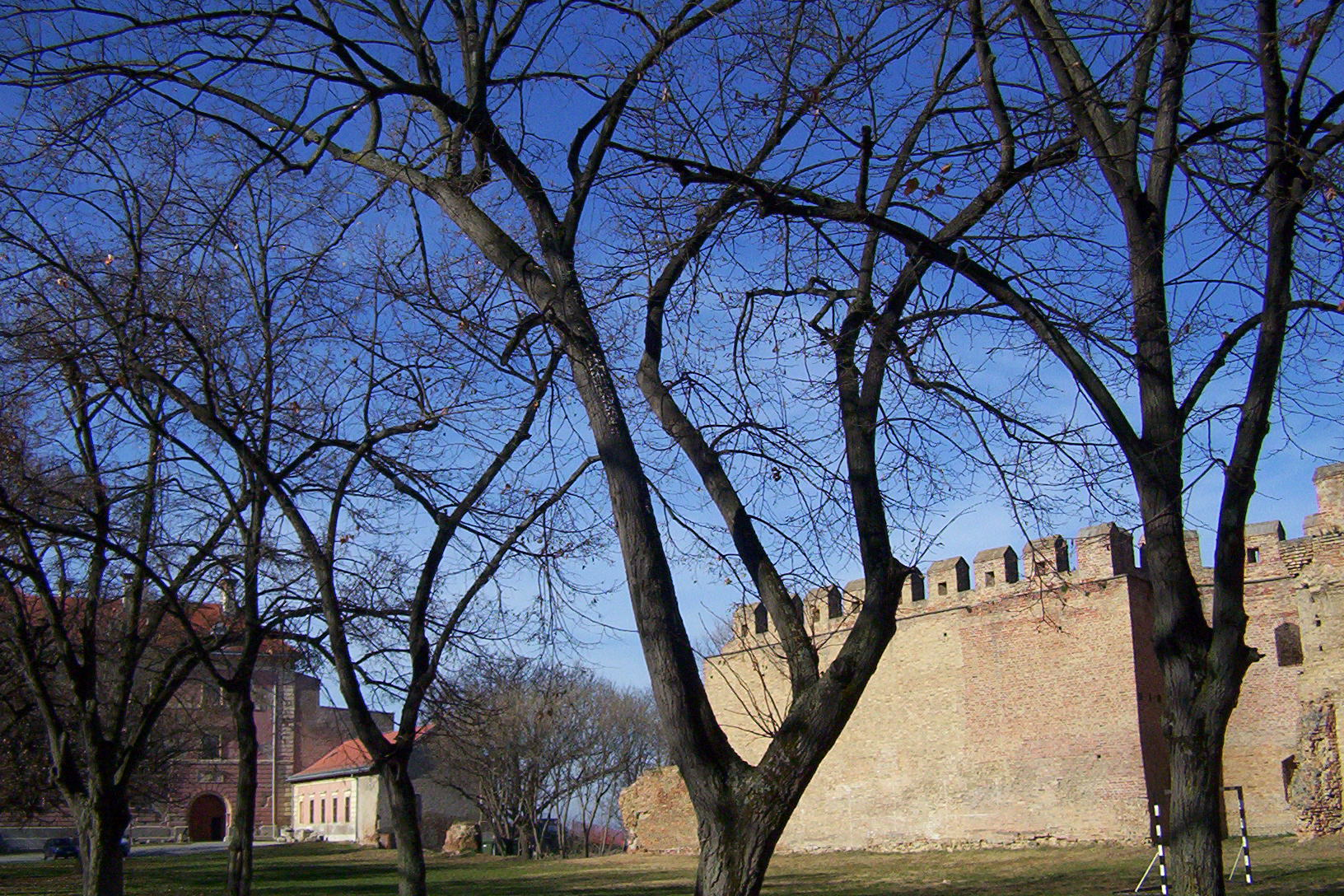
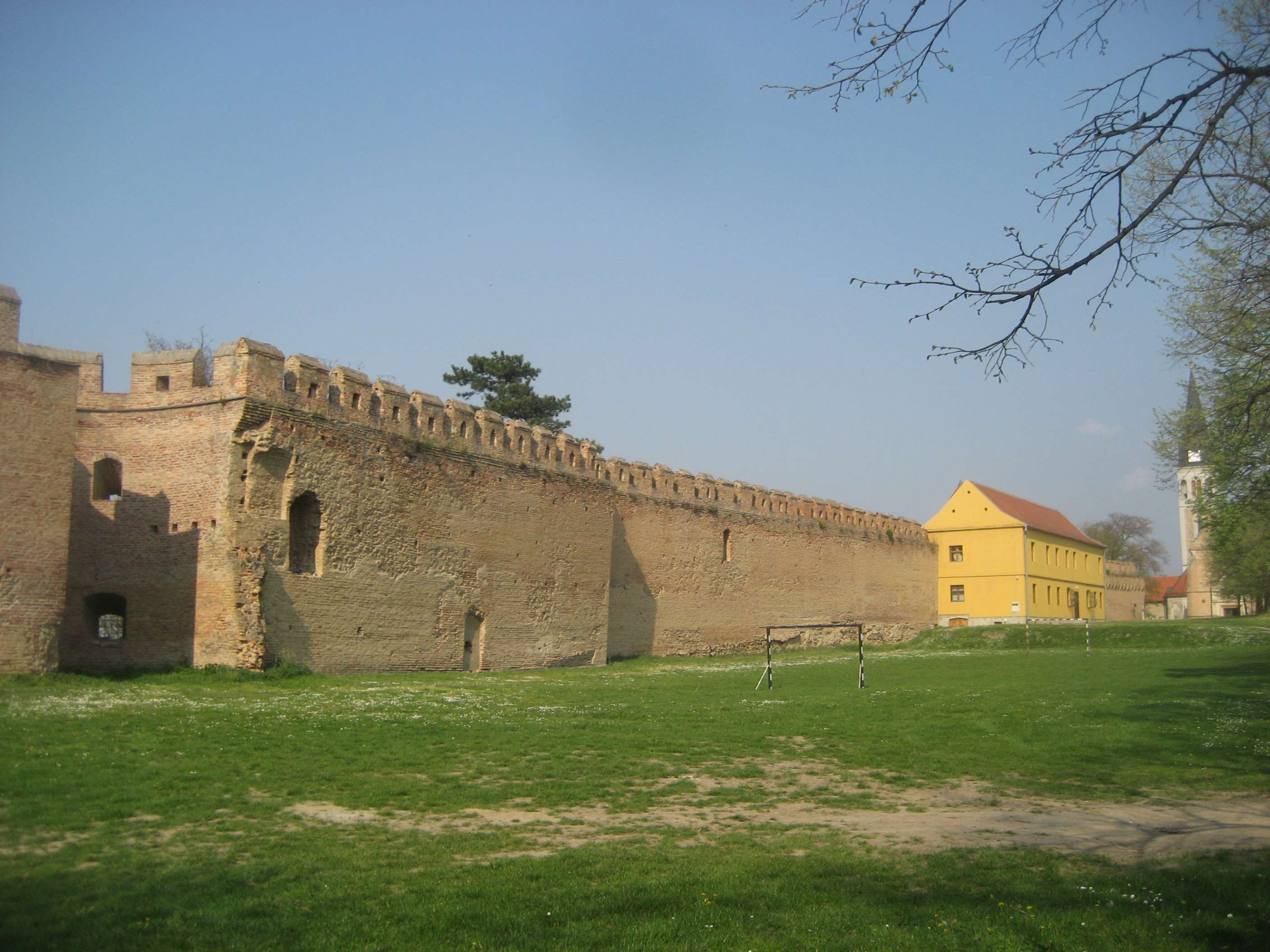
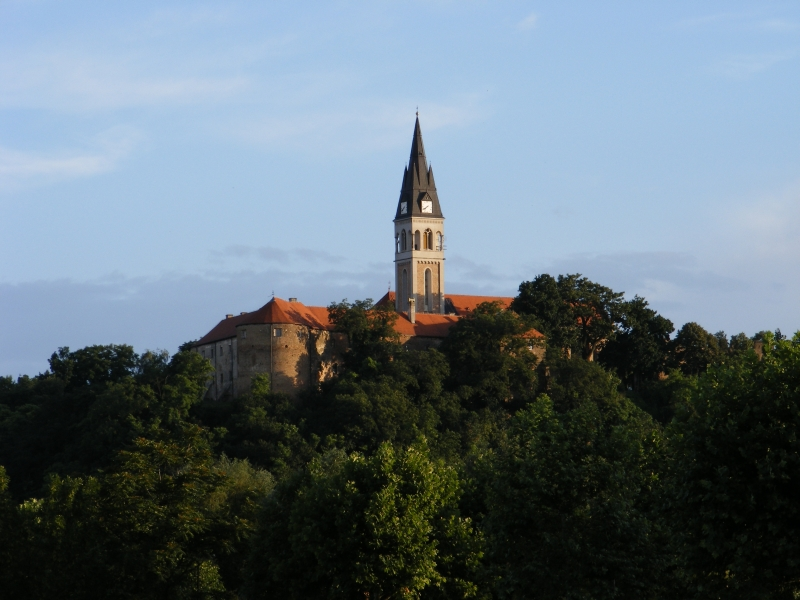

## روابط خارجية
- "The Odescalchi Castle - The Ilok town Museum". Tourist Organization of Ilok.
- "Odescalchi Castle – City Museum of Ilok, Ilok". Ing-Grad. مؤرشف من الأصل في 2012-12-12. اطلع عليه بتاريخ 2013-09-10.

45°13′27″N 19°22′31″E / 45.224038°N 19.375361°E